# Fabiola (film 1949)
Fabiola è un film del 1949 diretto da Alessandro Blasetti.

## Trama
IV secolo, Gallia. Rhual, un giovane gallo sta per partire per Roma insieme al decurione Quadrato. A Roma, trova lavoro come gladiatore per il senatore Fabio Severo che viene poi assassinato dagli sgherri dell'imperatore. Della sua morte vengono accusati i cristiani dei quali Rhual prenderà pubblicamente le difese.
La figlia di Fabio Severo, Fabiola, che ha una relazione con Rhual, all'inizio lo crede colpevole ma poi ottiene per lui la liberazione che Rhual rifiuta. Dopo il martirio di Sebastiano, anche Fabiola passa dalla parte dei cristiani e viene imprigionata insieme a loro. Nell'arena, Rhual si rifiuterà di uccidere, proclamando la sua fede della non violenza. Anche i suoi avversari, vinti dal suo esempio, gettano le armi. Le armate di Costantino in marcia su Roma li salveranno dalla morte.

## Produzione

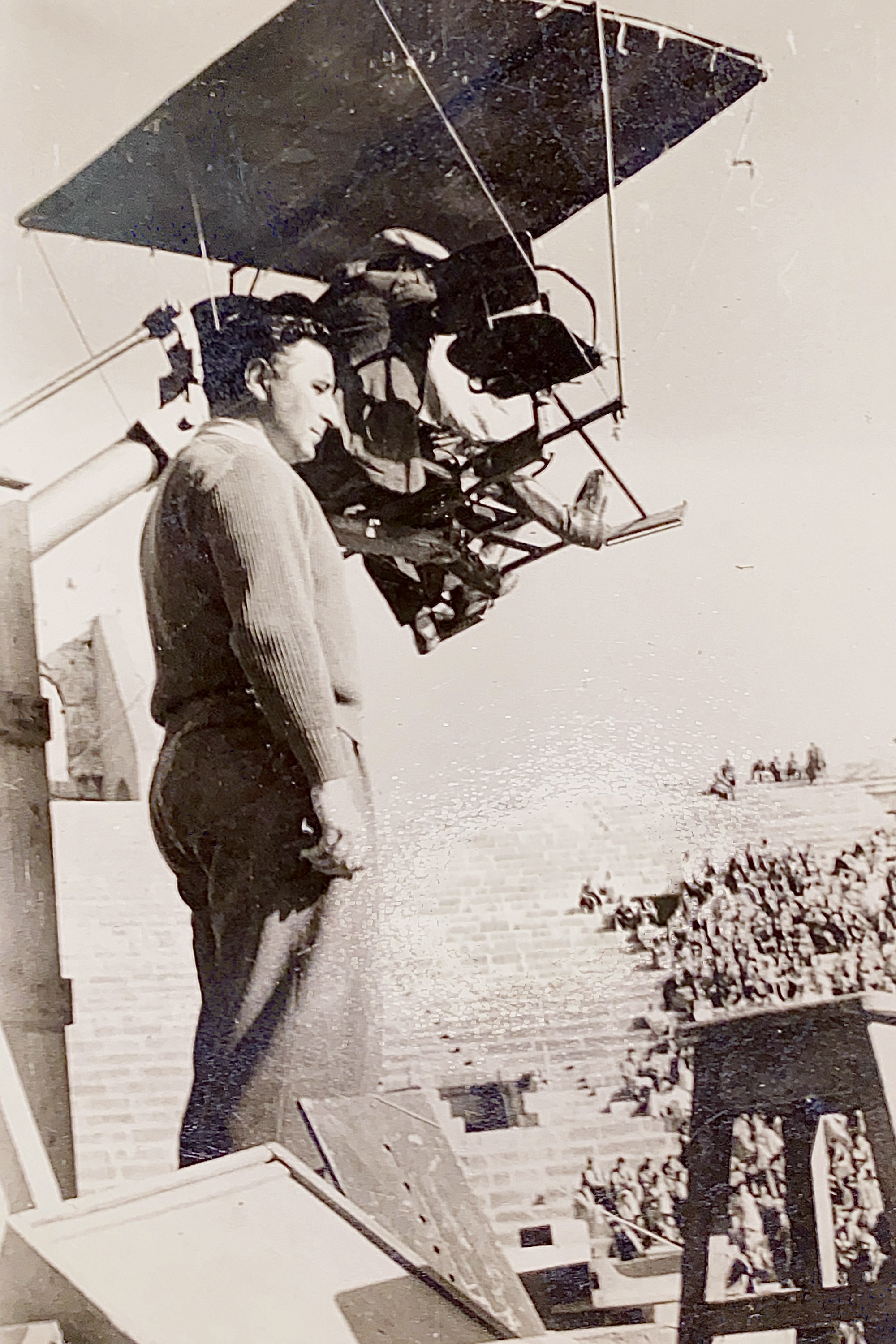
Franco Lolli sul set (1948)

Il film è una co-produzione italo-francese prodotta da Universalia Film. È tratto, in modo molto libero, dal romanzo Fabiola o la Chiesa delle catacombe, scritto poco meno di cento anni prima dal cardinale Nicholas Wiseman: Romanzo che in Italia, già nel 1918, era stato ridotto per lo schermo con il film Fabiola di Enrico Guazzoni. Nel 1960, ne verrà tratta un'altra versione, La rivolta degli schiavi,  con regista Nunzio Malasomma.
La fase della sceneggiatura fu molto lunga e tormentata, sebbene nei crediti compaiano solo un paio di nomi almeno una decina furono le persone coinvolte. Anche la produzione vera e propria fu molto lunga tanto che per alcuni fu questo film che permise all'industria cinematografica di rinascere dopo il disastro della guerra e in un certo senso avrebbe poi permesso l'arrivo degli studios hollywoodiani per la realizzazione di Quo Vadis e tanti altri film.
Il film fu girato quasi interamente negli studi di Cinecittà, per le scene finali con i combattimenti dei gladiatori e il martirio dei cristiani venne scelta l'Arena di Verona.
La realizzazione dei manifesti per l'Italia fu affidata al pittore cartellonista Tito Corbella e Duilio Cambellotti.
Alla fine delle riprese del film i due protagonisti francesi si sposarono.

## Distribuzione
In Italia, il film uscì il 3 marzo 1949 con un incasso accertato alla data del 31 dicembre 1952  di 513.750.000 lire dell'epoca. In Francia, il film venne distribuito dalla Filmsonor; negli Stati Uniti, quando uscì nel 1951, dalla Lopert Pictures Corporation.
Il film fu il maggior incasso cinematografico in Italia della stagione 1948-1949.
Fu distribuito in versioni dalle diverse durate: in Italia, 183 minuti; negli Stati Uniti, 96 minuti; nella Germania Federale, 148 minuti. La copia conservata è di 164 minuti.

### Date di uscita
- 3 marzo 1949 in Italia
- 4 marzo 1949 in Danimarca
- 18 maggio 1949 in Francia (3 giugno a Parigi)
- 28 novembre 1949 in Svezia
- 2 dicembre 1949 in Finlandia
- 29 dicembre 1949 in Messico
- 1º giugno 1951 negli Stati Uniti d'America (29 maggio a New York)
- 3 agosto 1951 in Giappone
- 24 gennaio 1952 nelle Filippine
- 6 giugno 1952 in Australia

## Inesattezze
Storicamente impreciso sotto molti aspetti - ad esempio i gladiatori cubiculares, che si esibivano cioè all'interno delle ville sono una realtà tipica esclusivamente dell'alto Impero, non della decadenza - fu bersagliato dalla critica per alcune scene troppo audaci per l'epoca, e per altre in apparenza troppo retoriche. In compenso godette di un ottimo successo al botteghino.